# گویدو ده سانتی

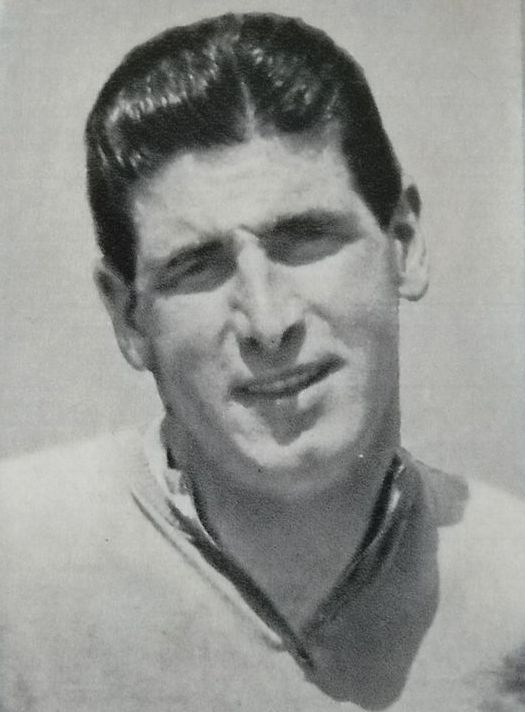
عکس سیاه و سفید قدیمی از گویدو ده سانتی

گویدو ده سانتی (ایتالیایی: Guido De Santi; ۱۶ مهٔ ۱۹۲۳ – ۳۰ اکتبر ۱۹۹۸) دوچرخه‌سوار اهل ایتالیا بود. وی در مسابقات تور دو فرانس شرکت کرده است.